# Hendrick Lubbers
Henrik Martin Lubbers (30. prosinca 1926.) je bivši američki hokejaš na travi. Igrao je na mjestu veznog igrača.
Sudjelovao je na hokejaškom turniru na OI 1948. u Londonu, igrajući za reprezentaciju SAD-a. SAD su izgubile sve 3 utakmice u prvom krugu, u skupini "B". Zauzele su od 5. – 13. mjesta. Lubbers je odigrao tri susreta. 

## Vanjske poveznice
- Profil na Sports-Reference.com  Arhivirana inačica izvorne stranice od 18. prosinca 2012. (Wayback Machine)